# DBL-583
DBL-583 је селективни инхибитор поновног преузимања допамина из хемијске класе пиперазина. То је деканоат естар хидрокси ваноксерина. DBL-583 се веома споро разграђује у телу и траје до месец дана након једне ињекције.